# Ruud Bovee
Ruud Bovee (Sevenum, 25 januari 1970) is een voormalig Nederlands profvoetballer die uitkwam voor VVV en Helmond Sport. Hij speelde bij voorkeur als middenvelder.
Bovee doorliep de jeugdopleiding van VVV en maakte er op 30 augustus 1989 zijn competitiedebuut in het eerste elftal tijdens een met 4-1 gewonnen thuiswedstrijd tegen Helmond Sport (4-1), als invaller voor Hugo Lenkens. Hij slaagde er niet in om een vaste waarde te worden bij de Venlose club en drie jaar later vertrok hij naar amateurclub Olympia '18 waar hij twee seizoenen speelde. Na vervolgens twee jaar bij Wilhelmina '08 maakte hij in 1996 zijn rentree in het betaald voetbal bij Helmond Sport. Daar scoorde hij zijn eerste competitiegoal op 22 februari 1997, in een met 4-1 gewonnen thuiswedstrijd tegen Heracles Almelo. Na drie jaar Helmond Sport keerde Bovee in 1999 definitief terug naar de amateurs. Hij ging spelen bij RKSV Venlo dat uitkwam in de Hoofdklasse, destijds het hoogste amateurniveau.
Na de degradatie van Venlo in 2000, gevolgd door een grote spelersleegloop, sloot hij zijn loopbaan af met het kampioenschap in de Tweede klasse bij Tiglieja.

## Profstatistieken
| Seizoen         | Club            | Competitie      | Competitie | Competitie | Beker | Beker | Nacompetitie | Nacompetitie | Totaal | Totaal |
| Seizoen         | Club            | Competitie      | Wed.       | Dlp.       | Wed.  | Dlp.  | Wed.         | Dlp.         | Wed.   | Dlp.   |
| --------------- | --------------- | --------------- | ---------- | ---------- | ----- | ----- | ------------ | ------------ | ------ | ------ |
| 1989/90         | VVV             | Eerste divisie  | 9          | 0          | 0     | 0     | —            | —            | 9      | 0      |
| 1990/91         | VVV             | Eerste divisie  | 4          | 0          | 0     | 0     | 0            | 0            | 4      | 0      |
| 1991/92         | VVV             | Eredivisie      | 0          | 0          | 0     | 0     | —            | —            | 0      | 0      |
| 1996/97         | Helmond Sport   | Eerste divisie  | 25         | 3          | ?     | 2     | —            | —            | ??     | 5      |
| 1997/98         | Helmond Sport   | Eerste divisie  | 22         | 1          | ?     | 0     | —            | —            | ??     | 1      |
| 1998/99         | Helmond Sport   | Eerste divisie  | 15         | 0          | ?     | 0     | 3            | 0            | ??     | 0      |
| Carrière totaal | Carrière totaal | Carrière totaal | 75         | 4          | ?     | 2     | 3            | 0            | ??     | 6      |